# ベティ・カンプソン
- ベティー・カンプソン
- ベティ・コンプソン

ベティ・カンプソン（Betty Compson、1897年3月19日 - 1974年4月18日）は、アメリカ合衆国の女優、映画プロデューサー。デビューはサイレント映画期。代表作は『紐育の波止場』（1928年）とアカデミー主演女優賞にノミネートされた『煩悩』（1928年）。

## 生涯
1897年3月19日、ユタ州ビーバーの鉱山キャンプで、鉱山技師・金採掘者・食料雑貨店経営者の父ヴァージル・カンプソンと家事手伝い・ホテルメイドのメアリー・ラウシャーの子として生まれる。出生名はEleanor Luicime Compson。ソルトレイク高校を卒業。若くして父親をなくし、16歳でソルトレイクシティの劇場でバイオリニストとして働き出す。
巡業でヴォードビルの寸劇を演じていたところ、ハリウッドの喜劇プロデューサーのアル・クリスティの目に留まり契約。1915年11月公開の『Wanted: A Leading Lady』で映画デビューする。
1916年には25本の映画に出演。『Almost a Widow』を除いて、すべてアル・クリスティの短編映画だった。クリスティとの契約が終了する1918年半ばまでこのペースで多数の短編映画に出演。1919年、パラマウント映画と5年契約を結び、ジョージ・ローン・タッカー監督作品『ミラクルマン』で長編映画デビュー。
人気を得たことで、プロデュース業にも進出。『愛の虜』を製作・主演した。
『四つの顔の女』（1923年）を完成させたところで、パラマウントに週給2500ドルからの昇給を要求するが会社は拒否。新たにロンドンの映画会社と契約を結び、グラハム・カッツ監督の『Woman to Woman』（1923年）、『ホワイト・シャドウ』（1924年）に出演する（この2本にはアルフレッド・ヒッチコックが脚本で参加している）。まだまだカンプソンに人気があることを知り、ジェシー・L・ラスキーは最高額でカンプソンをパラマウントに呼び戻す。
ハリウッド復帰作の『性の敵』（1924年）の監督 ジェームズ・クルーズと翌1925年に結婚。（1929年に離婚）。しかし契約はそれ1本きりで、カンプソンはフリーランスの道を選び、低予算のコロンビア ピクチャーズ『春の花巴里情調』（1926年）やチャドウィック・ピクチャーズ『The Ladybird』（1927年）などに主演。『肉体と悪魔』（1926年）でグレタ・ガルボの代役に検討されたが、結局ガルボがそのまま出演した。
1928年にはファースト・ナショナル・ピクチャーズのパート・トーキー映画『煩悩』に主演。アカデミー主演女優賞にノミネートされた。同年、ジョセフ・フォン・スタンバーグ監督の『紐育の波止場』にも出演。
これらの作品でカンプソンの人気は復活、トーキー時代を迎えて、多忙な女優となった。『ミラクルマン』『The Big City』（1928年）でカンプソンと共演したロン・チェイニーは自身初となるトーキー映画『三人』（1930年）の相手役を依頼したが、忙しすぎて出ることが出来ず友人のライラ・リーを紹介したほどである。
1930年だけで9本の映画に主演。しかし、ゲイリー・クーパー主演『スポイラース』のヒットを最後に、出演はポヴァティ・ロウの映画ばかりになる。
それでも『風と共に去りぬ』のベル・ワトリング役のスクリーン・テストを受けるが、役は得られず、ヒッチコック監督の『スミス夫妻』（1941年）で小さな役をもらうのがやっとであった。
1948年の『Here Comes Trouble』を最後に女優を引退。その後は化粧品会社の経営や、3番めの夫の事業を手伝った。
1974年4月18日、カリフォルニア州グレンデールの自宅で心臓発作のために死亡。77歳だった。サン・フェルナンド・ミッション・セメタリーに埋葬。結婚は3回したが、子供はいなかった。
映画産業への多大な貢献により、ヴァイン通り1751にハリウッド・ウォーク・オブ・フェームの星と名前を刻まれた
。

## 主な出演作品
- Wanted: A Leading Lady (1915)
- 国境侵入者（英語版） (1918)
- 嘘の上塗り (1919)
- 悪魔の足跡（英語版） (1919)
- ミラクルマン（英語版） (1919)
- 愛の虜（英語版） (1921)
- 世界の涯（英語版） (1921)
- 女よ幸あれ（英語版） (1921)
- 小牧師 (1922)
- 法律と女（英語版） (1922)
- 再生の女王（英語版） (1922)
- 椰子の葉蔭（英語版） (1922)
- 文明の破壊（英語版） (1922)
- 白薔薇（英語版） (1923)
- 絹擦れの音（英語版） (1923)
- 四つの顔の女（英語版） (1923)
- Woman to Woman (1923)
- ホワイト・シャドウ（英語版） (1924)
- 性の敵（英語版） (1924)
- 浮気征伐 (1924)
- 輝く三色旗（英語版） (1925)
- 極楽突進（英語版） (1925)
- 駅馬車（英語版） (1925)
- 歓楽の宮殿（英語版） (1926)
- 春の花巴里情調（英語版） (1926)
- 君が為め命捧げん（英語版） (1927)
- 狐と狸の腕比べ（英語版） (1927)
- 軍法会議（英語版） (1928)
- 紐育の波止場 (1928)
- 煩悩（英語版） (1928)
- 真紅の海（英語版） (1929)
- 再生の彼（英語版） (1929)
- エロ大行進（英語版） (1929)
- ストリート・ガール（英語版） (1929)
- 踊り子をめぐりて（英語版） (1929)
- グレイト・ガッボ (1929)
- 逃走の島（英語版） (1930)
- 殺人街（英語版） (1930)
- 盛り場の大蜘蛛（英語版） (1930)
- スポイラース（英語版） (1930)
- 姫君と武官（英語版） (1930)
- 霧の夜嵐（英語版） (1931)
- 純真花婿（英語版） (1931)
- 海の荒鷲（英語版）（1933)
- 大都会の歓呼（英語版） (1936)
- ハリウッド大通り（英語版） (1936)
- 暗黒王マルコ（英語版） (1938)
- スミス夫妻 (1941)